# 土砂災害

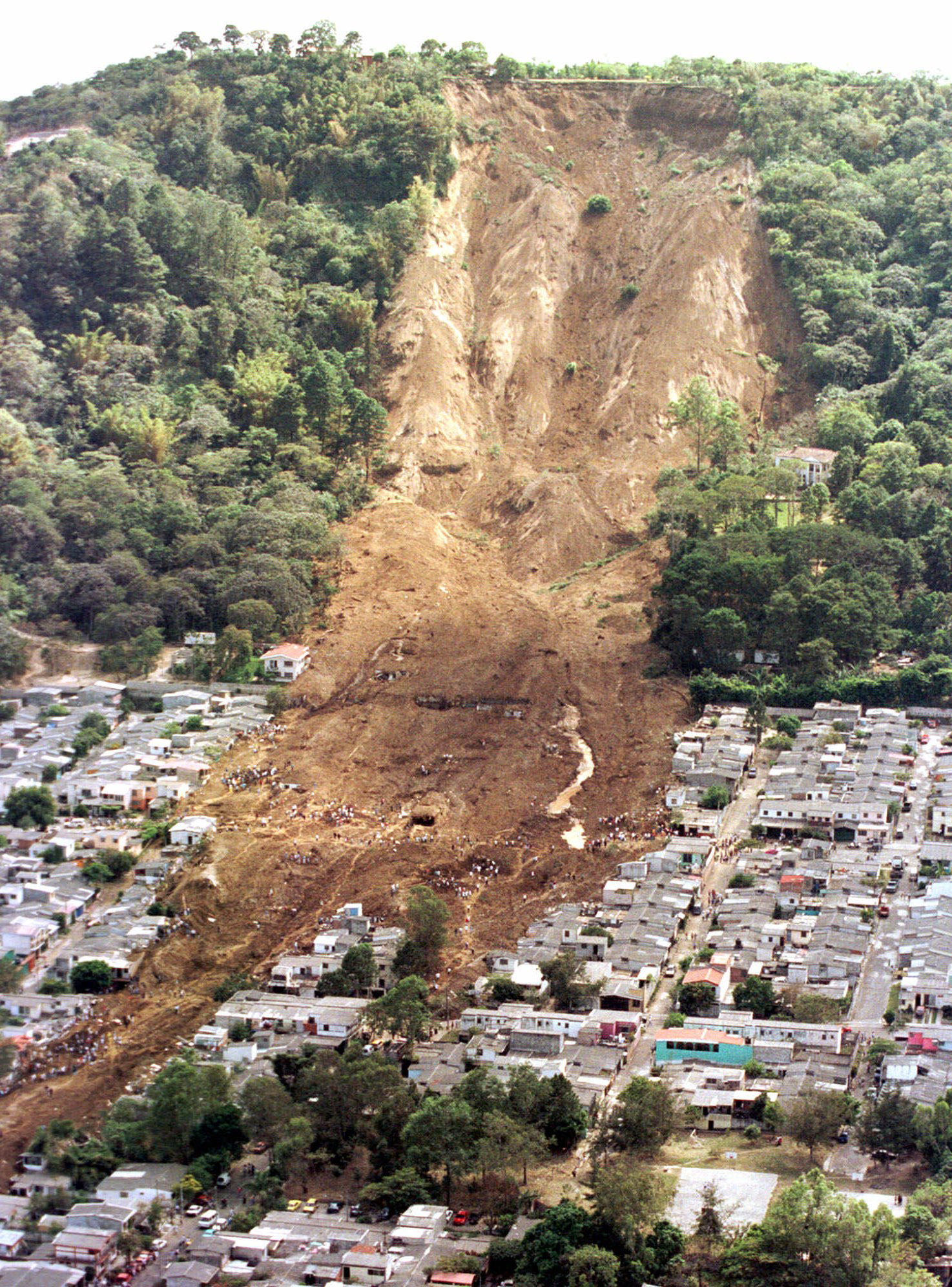
住宅地を襲った地震による崖崩れ（2001年、エルサルバドル）

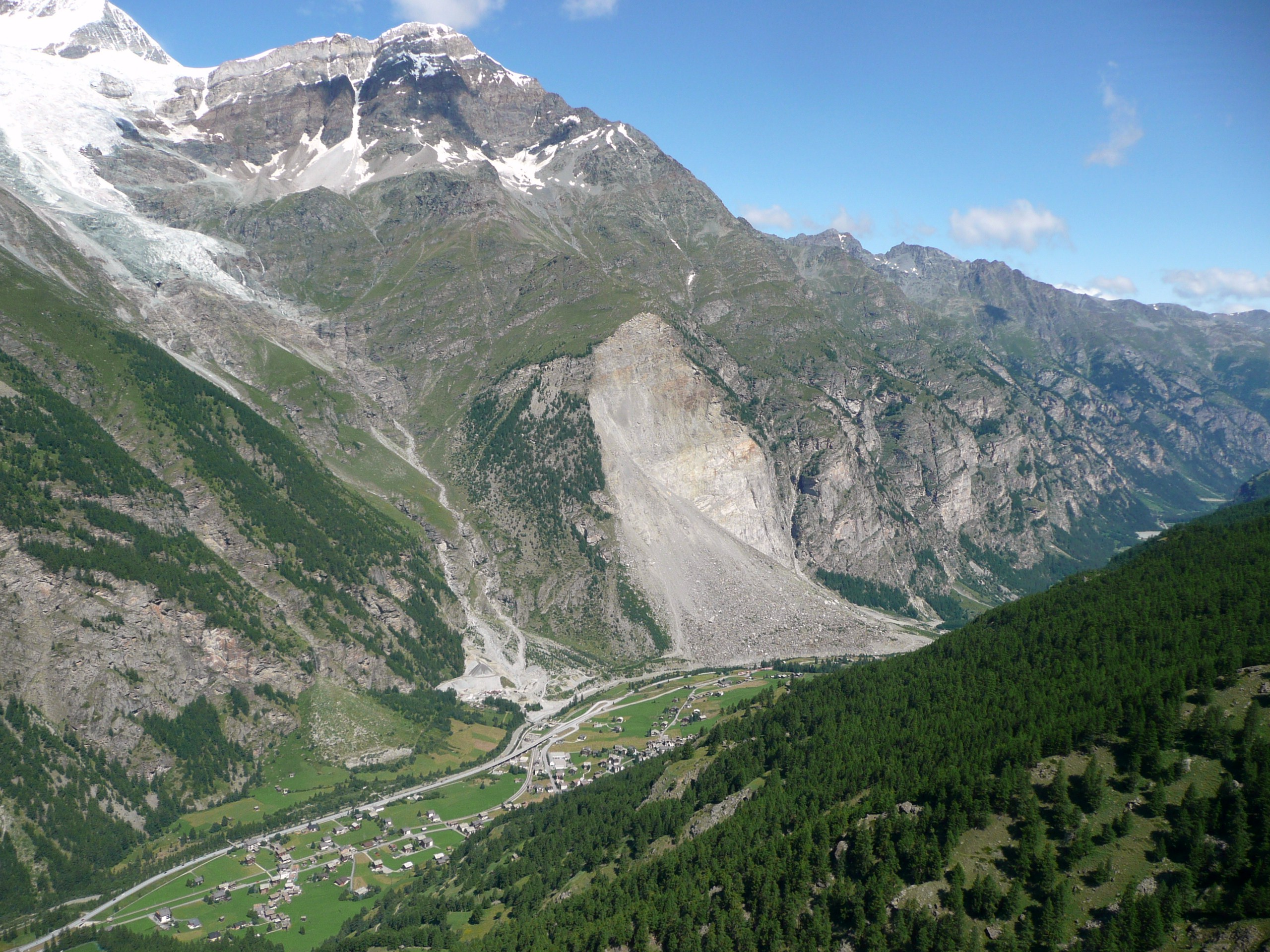
スイスアルプスの急斜面で起こった崖崩れ（2008年撮影）。この地方では"Sturzstrom"（岩屑流）と呼ぶ。

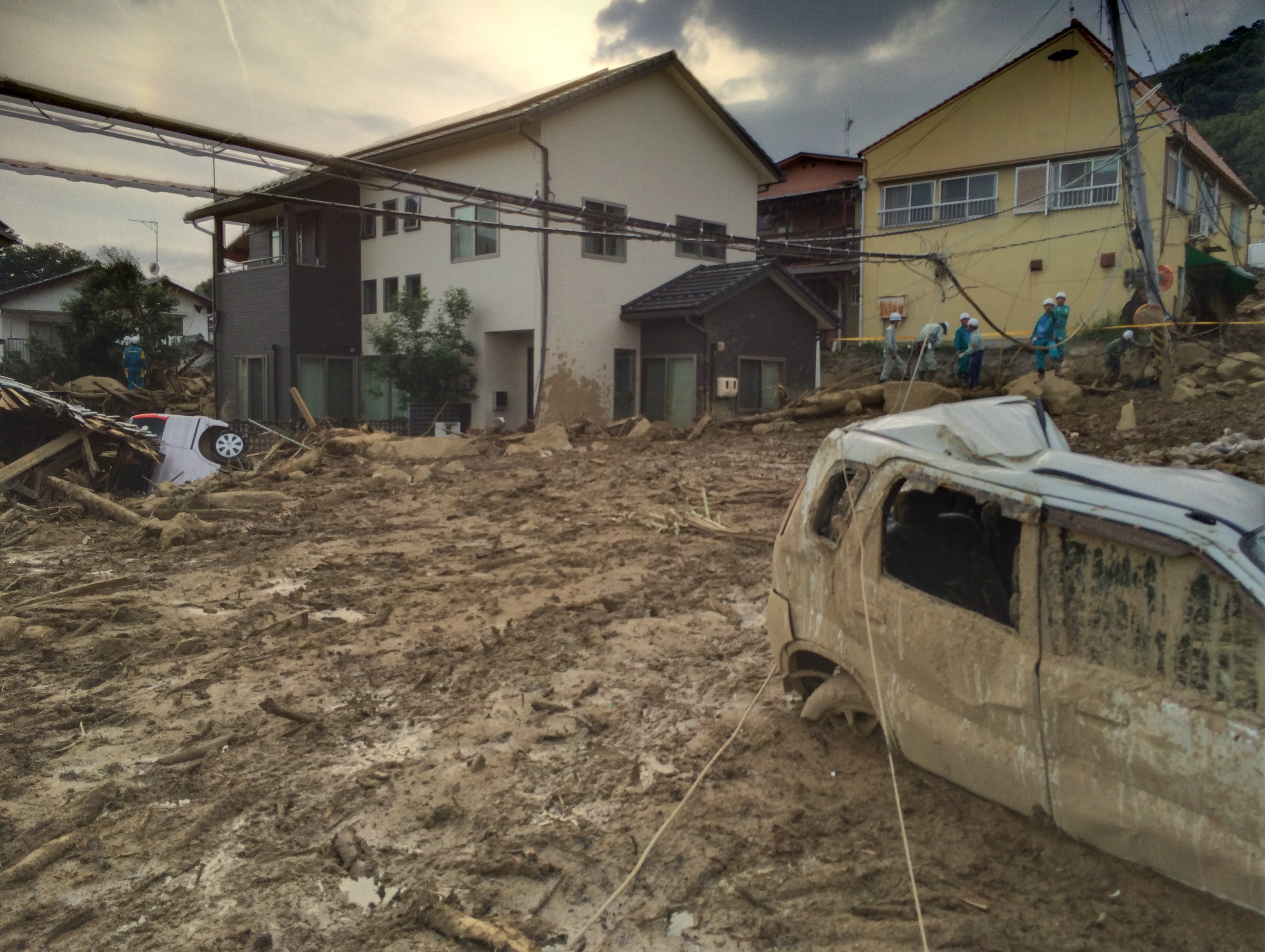
大雨による土石流。住宅や車が流され、泥に埋まっている。（2014年8月、広島市）

土砂災害（どしゃさいがい）は、大雨や地震に伴う斜面崩壊（がけ崩れ・土砂崩れ）、地すべり、土石流などにより人の生命や財産が脅かされる災害。

## 定義
地表の斜面を構成する岩石や土砂は重力を受けており、何らかの要因により不安定になると下方へ移動する。その様式には、落石、地すべり、崩壊、流砂、土石流などいくつかの種類がある。これらの現象は全て一括りにして、「マスムーブメント（英: mass movement）」、または「斜面移動（英: slope movement）」、あるいは「（広義の）地すべり（英: landslide）」 という用語で、専門的には定義される。
「土砂災害」は、上記のマスムーブメント（あるいは斜面移動、広義の地すべり）により発生する災害全般を指す。ただ、斜面崩壊・地すべり・土石流の3分類が定着しており、この3つが土砂災害であると説明する場合がある。特に砂防、防災の場面でこのような分類・説明をすることが多い。なお、この概念は世界共通ではない（cf.#日本の特質性）。
類義語に、斜面で起こるという点に着目した「斜面災害」、山地で起こるという点に着目した「山地災害」があり、場合により同義としたり使い分けたりする。このほか、地盤を人為的に削ったり盛ったりした造成地で起こる法面崩壊などの災害も、土砂災害に含めることがある。

### 日本の特質性

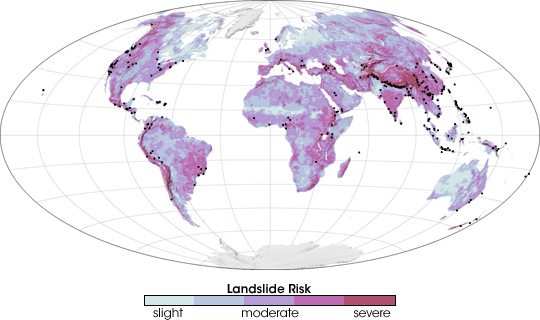
衛星観測を基に作成された世界の土砂災害リスク分布図。紫色は危険性が高い。

後述（#原因）の通り、土砂災害は起伏に富んだ土地で起きやすい。日本は、国土の7割を山地・丘陵地が占め、地殻変動が活発な変動帯（環太平洋変動帯）にあり、火山も多いことから土砂災害が起きやすい。そのうえ、平野が少なく土地利用に制約があるため、特に第二次世界大戦後の経済成長や人口増加に伴って郊外の台地や丘陵地までもが都市化し、土砂災害が居住地域に及びやすくなった経緯がある。
一方、国土の広い国、例えばアメリカやカナダ、ロシアなどでは、こちらも広大な山地を有するものの、地すべりなどが発生して道路や住宅が被害を受けても、場所を移して復旧するほうが安上がりなため、同じ場所で再建し更に崩壊を防止する工事などを行うことは少ない。例えばアメリカの場合、工事を行う場合も、政府・行政が行う公共工事は、道路への土砂流入を防ぐ、農地などの土砂流出（侵食）・土砂流入（堆積）を防ぐといった目的が主であり、住宅を守る目的では行われない。これは、斜面崩壊などの災害について、リスクを織り込んで居住を選択するという、受益者負担の原則を重く見る考え方が根底にあるとみられる。
また学問においても、欧米では粘土質地盤の性質を扱う土質力学が広く受け入れられ、土砂の粒径や土質・移動形態・移動速度などを基準とする細かい「地すべり分類」 が発達し、防災を意識することが少ない。対する日本では、土木工学が岩や礫質地盤、斜面安定などの理論に長け、分類も地「すべり」と斜面「崩壊」の区分を行う独自のものになっている。

## 原因

### 発生機構

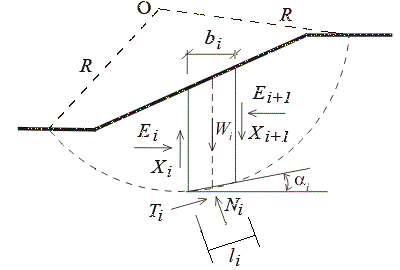

斜面を構成する土塊や岩盤はふつう、重力や摩擦力などの作用の結果、「斜面を移動させようとする力」よりも、それに「抵抗する力」が大きい状態で安定している。ここで、前者が大きくなったり後者が小さくなったりすると、バランスが崩れて変形を生じる。土質力学上、これは土塊の剛性を超える外力によるピーク破壊と呼ばれ、破壊時の外力をピーク強度という。また、斜面安定を考える上では、仮定したすべり面において土塊を滑動させるせん断破壊である。
斜面を移動させようとする「せん断応力」が、それに抵抗する「せん断抵抗力」を上回ると滑動が始まる。後者に対する前者の比を安全率 Fs といい、斜面安定の指標とする。実際には、クーロンの破壊規準により求められる土の強度定数などを組み入れた解析法を用い、計算を行う。
ピーク破壊の直前に生じる微小変形に対応して、斜面崩壊の実験等では崩壊直前に極めて低速のクリープと呼ばれる変形が生じることが確かめられている。このクリープは土砂災害のいわゆる前兆現象を生じさせる原因の1つでもある。
斜面崩壊や地すべりの発生は、土塊に含まれる水の作用が関わる場合が多い。これは、浸透した水が間隙水圧を増加させ、土粒子の有効応力が減少して、せん断抵抗力が低下しせん断破壊に至るメカニズムである。土中の水を抜く、あるいは水を浸み込ませないような工事により、間隙水圧を減少させることが対策として有効である。

### 素因
地球上において、土砂災害の主な素因は、地殻変動、火山活動、寒冷な気候である。地殻変動は、断層運動による地盤の破砕、造山運動による地盤の隆起などを起こす。火山は、崩れやすい火山灰や火砕流などの堆積物（火山砕屑物）を一度に大量に降らせ、起伏のある溶岩地形を造る。高緯度や高山などの寒冷地域では、凍結融解を繰り返す周氷河作用が崩れやすい地質を造る。
世界における巨大な崩壊・地すべり（崩壊体積107 - 109 m3）の発生地域は、インドネシア、ネパール、中国、日本、台湾、フィリピン、ニュージーランド、アメリカ、カナダ、ペルーなどが挙げられ、ほとんどが変動帯（環太平洋変動帯あるいはアルプス・ヒマラヤ変動帯）に位置する。なお、例外的にノルウェーやスウェーデンなどでは、氷河の後退による岩盤地すべりやクイッククレイ地すべりが起こる。
その他の素因として、強風化花崗岩（真砂土）や火山性土壌（シラスなど）、厚い堆積土（レス）といった局地的な地質、また、過放牧や大気汚染による植生の破壊、過度な採鉱、山沿いや台地の市街地化といった人為的・社会的要因も挙げられる。

### 誘因
土砂災害の誘因（引き金）には、集中豪雨や台風などによる大雨、地震、火山活動、天然ダムの決壊、人工的な掘削などがある。

## 日本の土砂災害の状況

### 近世以降
歴史的に見ると、日本では江戸時代を通して山林の荒廃が進行し続け、江戸末期から明治初期にかけては最も荒廃した状態にあったと考えられる。これは、この時代、日本人が生活する上で、生活に必要な物、建材、船や荷車、燃料、肥料などの大部分に木材や草を利用し、森林に大きく依存していたためである。庶民は、生活苦から株や根まで掘り起こして燃料等に用いていた時期もあるほどだった。各地で焼き畑の禁止や植林、伐採禁止・入山禁止などの御触れが出されたが、効果は乏しかったと考えられる。集落に近い里山を中心に伐採された木の無い山林が広がり、本州の広い範囲、特に西日本にはハゲ山が多く分布していたと推定される。これにより、山林では激しい土壌浸食や表層崩壊が多発した。
明治に入ると、産業革命により木材の代替品が開発・普及し始めるが、工業化や戦争などで木材の需要は高く、山奥まで森林鉄道を敷いて伐採が進められた地域もあった。一方、防災のため明治政府は治水三法 を制定し、国家として「治山」や「砂防」の事業を開始した。ヨーロッパからの技術導入により、ハゲ山の土砂を安定させる山腹工や砂防ダムの技術も発達した。
第二次世界大戦後には、復興のための木材需要により、伐採が急速に奥地まで拡大してしまう。一方で、植林政策により伐採地は急速に人工林化され、ハゲ山はほとんどなくなる。また高度経済成長期には、安価な輸入木材が国産に取って代わり、伐採は急速に減少する。しかし、崩壊防止機能が弱い若齢林（若い人工林）などで、表層崩壊や土石流が多発した。さらに、都市化により市街地のがけ崩れが顕在化した。1960年代後半から1970年代前半には、毎年100名以上が土砂災害の犠牲となり、自然災害犠牲者の半数以上を占める状況となった。これに対し、がけ崩れ防止や砂防ダムなどのハード対策が進められる。その後、戦後大量に植林された森林が成長して崩壊防止機能が高まり、ハード対策の進展も相まって犠牲者は次第に減少してきた。

### 現代
1979年 - 2008年までの30年間には、平均すると、およそ年間1,000件程度の土砂災害が発生している。また、2009年 - 2013年までの5年間も同じく年間1,000件程度である。ただし、気象条件などにより200件位から2,000件超と大きく変動がある。例えば、2004年は新潟・福島豪雨や福井豪雨、多数の台風上陸などにより土砂災害が多発し、2,537件に上った。
死者数も年により変動があり、例えば2003年 - 2013年の11年間では、2007年は0人、2010年は11人だった一方、上記のように各地で土砂災害が多発した2004年は62人、台風12号による紀伊半島大水害で犠牲者が多く出た2011年は85人に上った。
自然災害全体で見ても、土砂災害被害の比率は低くない。1980年代から2000年代まで、年変動は大きいものの、1割から4割あり、年によっては6割に達している。

## 斜面崩壊・地すべり・土石流の形態と被害
| 種類 /(主な別名)                                           | 特徴 | 被害の様相 |
| ---------------------------------------------------------- | --- | --- |
| 斜面崩壊 /(山崩れ、崖崩れ、土砂崩れ、岩崩れ、急傾斜地崩壊) | - 傾斜20度以上の急斜面で、土塊が突発的に崩れて下方に押し出され、1日当たり10mm以上の速さで移動する。 - 斜面の表層2 - 3m程度が崩れるもの（表層崩壊）は頻度が高く、風化した斜面ではどこでも起こりうる。特に水成堆積岩や火山灰、花崗岩の風化土（真砂土）が分布する地域や雨量の多い地域で起こりやすい。 - 斜面の下深くの岩盤まで崩れるもの（深層崩壊）は頻度が低い。大量の雨水の浸透により地下水脈の水圧が上昇して起こると考えられ、大雨や地震などを引き金に発生する。 | - 崩れ落ちる時間はごく短いため、住宅の近くで発生すると、逃げ遅れるなどして死者が出ることも多い。 - 土塊の重量が重いほど、また斜面の傾斜が急なほど、崩壊の力が大きい。 - 災害の規模は地すべり・土石流に比べると小さいものが多い。ただし、深層崩壊などの大きなものは、土石流を誘発したり、天然ダムを形成しその決壊が下流の広範囲に影響するなど、災害の規模が大きい。 |
| 地すべり                                                   | - 傾斜5度 - 20度程度の緩い斜面で、地下の特定の層（すべり面）を境にして、土塊が形状を保ちながらずれる。1日当たり10mmに満たないくらいのゆっくりとした速さで移動し、数日以上動き続ける。 - 斜面崩壊に比べてすべり面が深く、規模が大きい傾向がある。 - 主に粘性土（地すべり粘土）がすべり面となる。地すべり粘土が分布する地域に多発する。 - 日本では3種の地すべり地帯が知られている。1.第三紀層の風化粘土が丘陵地に分布する長崎県北松地域や北陸地方、2.断層運動による破砕帯や過去の造山運動による結晶片岩が分布する中央構造線沿いの徳島県・愛媛県など、3.温泉の化学成分により風化が進んだ温泉余土が分布する箱根、霧島、別府、鳴子などの温泉地帯 である。 - 寒冷地では、雪解けに伴い発生する周年性の地すべり、周氷河作用による地すべりが起こりやすい地帯がある。 - 継続性、再発性がある。始めゆっくりと動いていたものが一転して速くなったり、停止した後再び動いたりすることがある。発生地の多くが過去に近辺で地すべりが発生したところである（過去の地すべりの「二次すべり」である場合が多い）。 - 過去の地すべり発生地には、馬蹄型の崖、階段状の斜面、斜面下方の隆起など、特徴的な「地すべり地形」が現れる場合が多く、これを判別することによって地すべりの起こりやすい所を特定できる。 | - 進行が遅く、前兆が捉えられやすいため、人的被害はあまり出ないことが多い。ただし、1985年に長野県長野市地附山で26人が死亡・55棟が全壊した地すべり災害のように、大きな人的被害が出た例もある。 - 土塊の移動規模が大きいため、物的被害は大きい。 |
| 土石流 /(鉄砲水、山津波、泥流)                             | - 斜面や川床の土砂が流動化し、谷沿いに流れ出す。土砂と水とが同程度混合したものを指し、土砂の割合が少なければ河川の洪水流となる。しばしば大きな岩や流木を含み、段波となって何度も押し寄せることがある。 - 3つの形態がある。1.渓流内（川床）の不安定な土砂が大雨で流動化するもの、2.大雨などによる斜面崩壊・地すべりの土砂が、大量の湧水や表流水とともに流動化するもの、3.斜面崩壊・地すべりが河川を塞いで天然ダムを形成、その後水位が上昇して決壊し流れ下るもの である。 - 山間部や火山地帯など土砂生産が活発な土地に多い。また、傾斜約15度以上の渓流付近で発生しやすい。平地に流れ出て緩やかになり、傾斜2度の付近で停止し堆積する例が多い。ただし、運動量が大きく、カーブを曲がらずに直進する傾向がある。 | - 地質条件に依らず突発的に（ゲリラ的に）発生するため、いつどこで発生するのか予測が難しい。土質力学では流動性が非常に高い「土砂流」に分類される。流れはふつう時速20 - 40kmと速く、ときに時速60kmを超える場合もあり、逃げるのは困難。斜面崩壊・地すべりに比べて、居住地に発生したとき、死者が出るなど人命に関わる被害になりやすい。 - その土地における過去の雨量と土石流発生の有無から導き出される、下限の累加雨量（数十分から数日単位）を求めておくことで避難の目安となる。 |

## その他の土砂災害

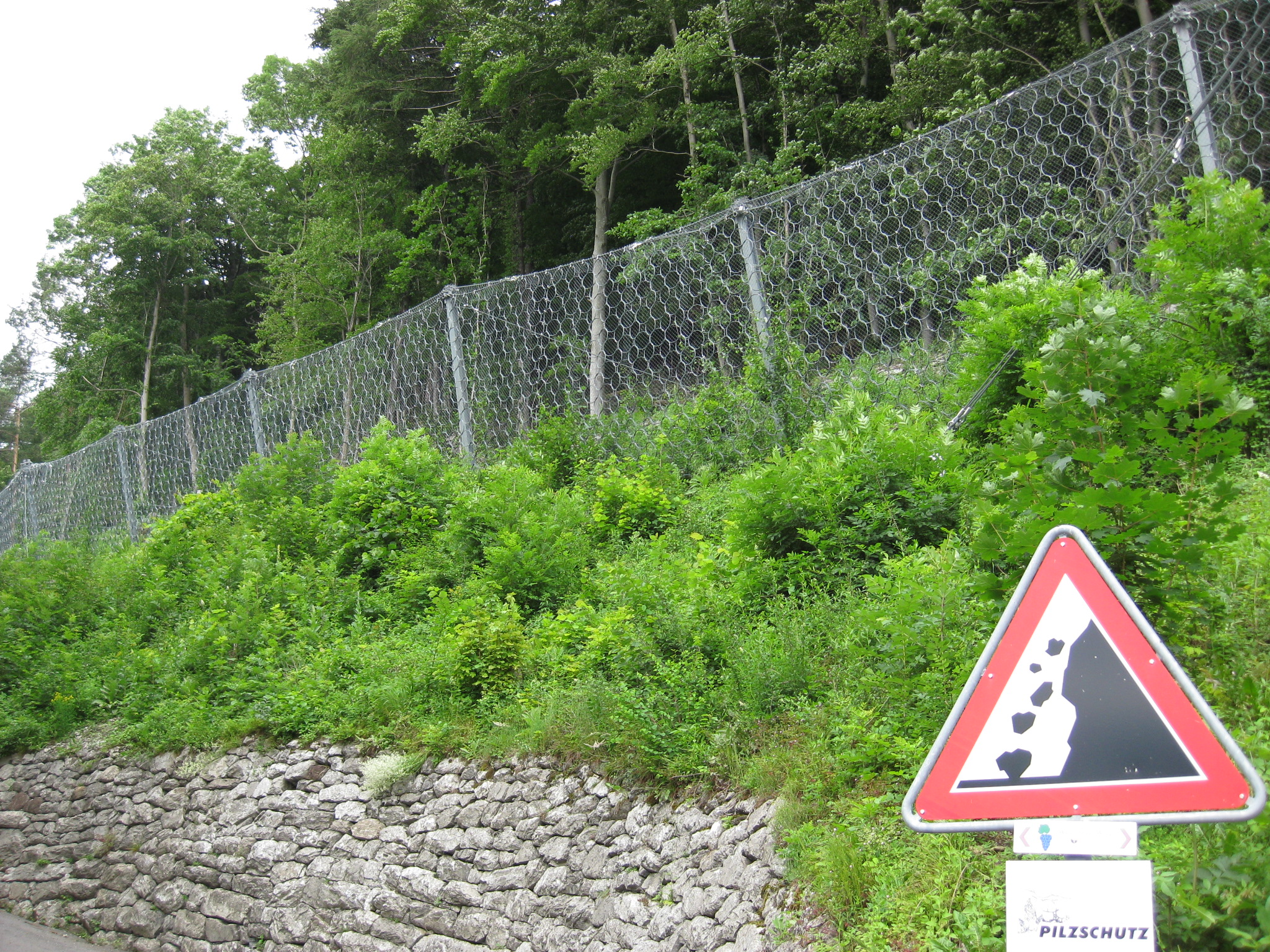
落石防止のための鋼製フェンスと注意喚起の標識（スイス）

落石・崩落
傾斜の急な崖から岩塊が剥離して落下するもの。雨による地盤の緩みや地震動などの自然要因だけでなく、交通による振動などの人為的要因も作用する。過去の事例でバスや列車の被害が多いのは、乗用車よりも振動が大きいためと考えられる。なお、危険箇所が絞りやすい一方、前兆が乏しく予測が難しいとされる。
地震による崩壊・地すべり
地震動による力は斜面に対し、角度が急になったり重量を増したりしたような効果を及ぼす。これにより、雨による崩壊はあまり起こらない傾斜10 - 20度の緩い斜面でも崩壊を起こし、大雨の時よりも広い範囲で崩壊が起こる。表土がない急な崖でも崩壊を起こす。周囲より盛り上がった部分は地震動が増幅されやすく、大雨で通常崩れないような、山の尾根や稜線部分なども崩壊する。また、崩壊の規模が大きくなりやすく、土砂の移動距離も長くなりやすい。なお、突発的なため避難することが難しい。
流木による被害
土石流や洪水では、河川上流の崩壊に伴い発生した流木が一緒に流下し、被害を拡大させることがある。特に、流木が直撃して家屋や橋などを破壊する被害や、土石流が流れ下る途中、橋や水路などに流木が詰まり、土砂や泥水が溢れて周辺の家屋に及ぶ被害は、危険性が高い。なお、樹種では広葉樹林よりも針葉樹林の方が、面積当たりの流木体積が大きい傾向にある。
造成地の災害
法面崩壊などの災害。切土や盛土、谷埋めや腹付けなど人工的に盛られた地盤は地質的に若く緩い状態にあるため、自然に形成された地盤に比べると崩壊や流動化を起こしやすい。更に、住宅地などに利用されることが多く、災害が発生すれば人命や財産に大きな影響を及ぼし得るため、造成後に起こりうる現象を想定して工事を行わなければならない。日本では、宅地造成及び特定盛土等規制法（1961年制定）が宅地などにおける地盤の安全性に基準を設け、崖への擁壁の設置や排水施設の設置などを定めている。
山体崩壊・岩屑なだれ
地震や噴火により山地の一部が大規模に崩壊するもの。落差が大きいため、崩れた土砂は高速で長距離を流れ下る（岩屑なだれ）。大きなものでは厚さ100m以上の土砂が時速100km以上で谷を流れ下り、水平の移動距離は高低差の10倍程度に達する。火山地帯、特に成層火山で起こりやすい。海に流れ下ると津波を発生させる。

## 対策

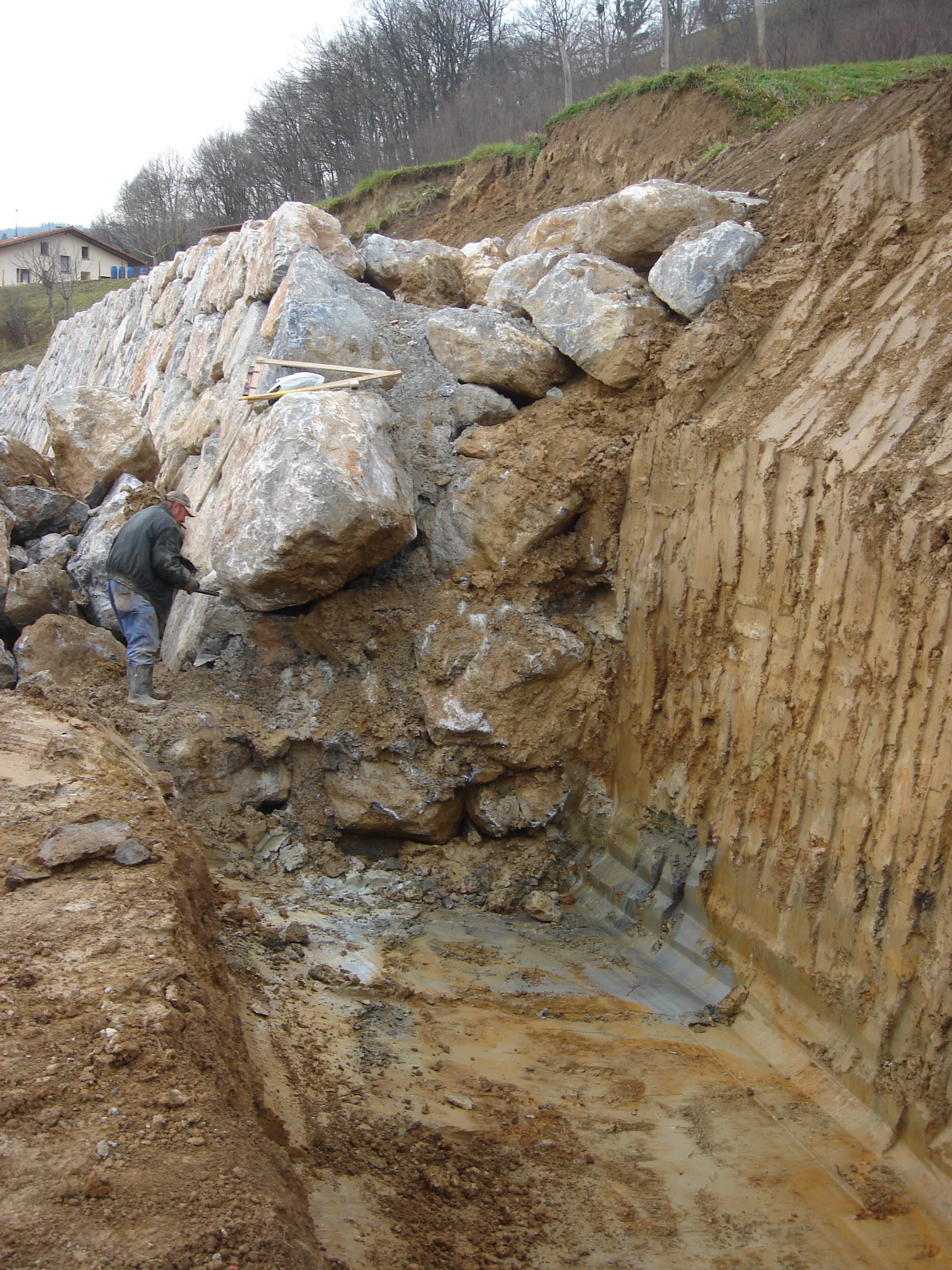
傾きのある斜面の崩壊を防ぐ構造物を擁壁という。写真は古典的な石垣方式の擁壁の工事の様子。

被害を防ぐため、初歩的には危険な土地の利用を避けること、やむを得ず利用する場合には、崩壊などを防ぐ土木設備を設けたり、前兆現象や雨の降り方などを参考に適切なタイミングで避難を行うことが有効である。
危険地帯は、特に法律に基づく土砂災害警戒区域に指定されているところやその基礎調査が行われているところ、また都道府県が調査した土砂災害危険箇所に含まれているところなどである（cf.#行政が公表している危険地帯）。ただし、これらに該当しなくても、山間部や、周りに斜面や崖のある土地では注意が必要である。
危険地帯において土砂災害を避けるためには、雨の降り方と各種の前兆現象に注意し、前兆に気付いたときは、速やかに市町村や近隣住民などに知らせるとともに、自らも率先して避難することが有効である。
注意すべき時期は、雨の量が多いとき、雨が長期間続いているとき、さらに雨が止んだ後しばらくの間である。また、大きな地震の後もしばらくの間注意が必要である。日本では、気象庁がこれまでの雨量と数時間先までの予想雨量を基に大雨警報や土砂災害警戒情報などを発表しており、これが目安になる（cf.#土砂災害が起きやすくなっていることを知らせる情報）。

### 対策の要点
日本は、前述した国土の特性から住宅や公共施設などが被災する可能性のある地域を多く抱え、2020年の時点でその数は約60万を超えている。日本の政府広報のページでは、土砂災害から身を守る基本的な方法として以下の3つを挙げている。
1. 普段から自分が住んでいる場所が土砂災害警戒区域か確認しておくこと[27]。
  - 参考外部リンク:国土交通省 土砂災害警戒区域・土砂災害危険箇所
2. 雨が降りだしたら土砂災害警戒情報に注意すること[27]。
  - 参考外部リンク:気象庁 土砂災害警戒情報
3. 土砂災害警戒情報が発表されたら早めに避難すること[27]。

また東京都が2015年に発行した防災ハンドブック「東京防災」では、土砂災害から身を守るための「普段からの備え」として3つのポイントを挙げている。
1. 危険箇所を確認しておくこと（上記1.）[47]。
2. 避難場所を確認しておくこと[47]。
  - 市区町村は避難場所を指定している。これを参考に、避難する場所、そこへ移動する経路、また家族間の連絡方法について、家族で話し合っておく[47]。
  - 参考外部リンク:防災ポータルサイト 全国ハザードマップ
3. 非常用持ち出し袋の用意をしておくこと[47]。

このほか、同書では以下も挙げている。
- がけ地周辺や山間部では、警報が発表されなくとも、土砂災害の前兆が見られたら、安全を確保した上で避難すること[43]。
- 土砂災害の危険を感じたら、早めのうちに、活動しやすい服装に着替えていつでも避難できるようにしておくこと[47]。
- 避難する時は、持ち物を最小限にして、両手が使えるようにしておくこと[47]。

## 森林との関係
森林は土壌侵食や表層崩壊を抑止する
深さ数mの表層崩壊に対しては、樹木が存在することで斜面を安定させる効果がある。特に、急斜面において高い効果がある。土壌中に広がった樹木の根が、土層のずれを受け止めて変形したり、摩擦力により引き抜きに抵抗したりして、斜面を滑らせようとするせん断力に抵抗する、あるいは根が土層の変形を防ぐ配筋として働き、土壌の滑りに抵抗するアーチ構造を保つ などと考えられている。
更に、土壌表面の浸食を防ぐ高い効果も持つ。
ただし、抑止効果には限界があり、異常な豪雨に見舞われると、森林があっても表層崩壊が起こりうる。このようにして森林が失われた場合、できるだけ早期に森林を復元することが、更なる崩壊の抑止となる。
深層崩壊の抑止効果は乏しい
一方深層崩壊に対しては、すべり面が深いため地表の植生の影響を受けにくく、管理が行き届いた森林でも発生する。崩壊抑止の効果は乏しいと考えられている。
伐採は崩壊を促進させる
森林の樹木を伐採した斜面は、土層を支える根が弱くなるため、表層崩壊が起きやすい。ただし、伐採直後よりも数年 - 十数年後のほうが崩壊に弱い。これは、伐採後に根の腐朽が次第に進行していくことによる。ただし、樹種や環境により程度は異なる。
また林業においては、樹木の根系を強く保つために、伐採間隔をより長くして十分生育させることや、根が発達していない伐採時や若齢・壮齢林の時期でも林床を土むき出しにさせない（落葉や下草に覆われた状態に保つ）ことが望ましいとされる。
樹齢が長いほど抑止効果が高い
樹齢の長い森林ほど、表層崩壊は起きにくい。樹齢40-50年を超える森林に比べると、若い森林（幼齢林）は崩壊を起こしやすい。
間伐の影響
人工林において、間伐は病虫害や強風害などを防ぎ、良好な生育を助ける効果がある。日本では、林業の経営環境の悪化などから間伐の遅れる森林が増加する傾向にあり、森林の持つ崩壊防止機能の低下が懸念されている。ただしいくつかの研究では、間伐林では根の量が増えるため崩壊への抵抗力が増すという報告もあれば、逆に低下したという報告もあるなど、効果は明確ではない。

## 工事などの発生防止策

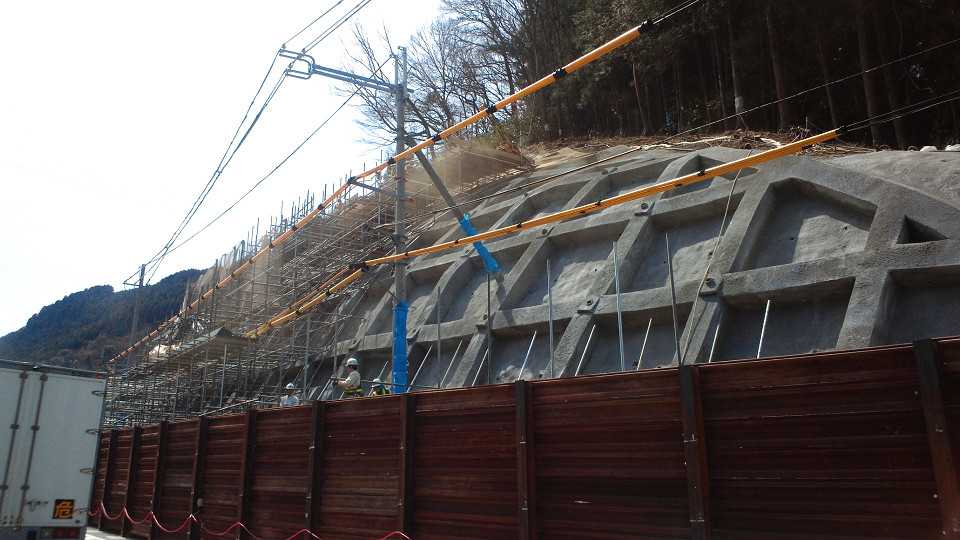
斜面崩落の後、コンクリートまたはモルタルを格子状に成形して斜面を支える「法枠工」が行われている様子（2012年、大阪府）

その土地の地質や土地利用の目的などに応じた、さまざまな工法がある。
斜面崩壊や岩盤崩落の危険地帯では、斜面へのコンクリート吹き付けやプレキャストコンクリート枠の設置（法枠工）、法面アンカーの埋め込みなどの法面工（法面保護工）をはじめ、斜面への植樹（播種）や芝生張りといった植生工などが有効である。
水の作用が原因となりうる斜面崩壊や地すべりの危険地帯では、水を排除するため、水路の暗渠化、横方向のボーリング、集水井の設置などの地下水排除工、地表の排水路設置、雨水浸透防止などの地表水排除工が有効である。
地すべり地では、地すべり面上部の土を取り除く上部排土工と末端に盛土し擁壁で抑える抑え盛土工の併用という方法もある。盛土部は公園として利用されることが多い。
土石流の危険性が高い渓流では、構造物を設けて土砂を堆積させる砂防堰堤・治山ダムの設置も有効である。ただし、その容積が限られ、時間経過により埋まってしまうため、効果は限られる。
小規模で突発的な崩壊・崩落に対しては、危険地帯の道路沿い・鉄道沿いに落石シェッドや落石防止網、落石防止壁を取り付ける方法もあるが1989年に福井県の越前海岸で発生した崩落事故のように、稀に予想を超える規模の崩壊が発生して被害が生じる場合もある。これを補うものとして、衝撃や移動を検知する落石検知器や地すべり計、土石流センサーなどを設置して道路の管理事務所の警報装置と連動させるようなシステムもある。
日本以外でも、急峻な国土を持ち土砂災害の被害が多いインドネシア、ネパールなどで、日本の砂防技術を導入した対策が行われているところがあり、主にJICAを通じた技術支援により進められている。
ただし、砂防ダムが設けられていてもふもとで土石流の被害が発生してしまった例は少なくないことなどから、対策工事が行われたから安全だ、と思い込むことは危険である。

## 主な前兆現象
- 土石流
  - 川の中でゴロゴロという音（石がぶつかり合う音）がしたり、火花が見えたりする[42][47]。
  - 山全体が唸っているような音（山鳴り）がしたり、地震のように震えたりする。異常なにおい（腐った土のにおい）がする[42][47]。
  - 川の水が濁り、水と一緒に倒れた木（生の木）が流れてくる[42]。
  - 雨は降り続いているのに、川の水が減る[42]。
- 地すべり
  - 崖や斜面から水が噴き出す。湧き水が増える[42]。
  - 風もないのに山の木がザワザワする。木が裂ける音や木の根が切れる音がする。地鳴りや山鳴りがする[42]。
  - 沢や池、井戸の水が濁ったり、急に増えたり減ったりする[42][47]。
  - 地面にひび割れや段差、陥没ができる[42][47]。
- 斜面崩壊（崖崩れ）
  - 崖から新しく水が湧き出る。また、湧き水が濁ったり、量が増えたり、急に止まったりする[42][47]。
  - 崖にひび割れができる。あるいは、崖が膨らむ[42]。
  - 崖の上の木が揺れたり傾いたりする。地鳴りがする[42]。
  - 崖から小石がパラパラと落ちてくる[42]。※崖崩れは、前兆もなくいきなり起こることもある[42]。

なお、これらの前兆現象は、発生の前に必ず現れるわけではない。また、周囲が暗く寝ている人が多い夜間や、雨が激しい時間帯などは、前兆現象があっても発見するのが難しい。少しでもおかしいと感じたら対処することや、早めの避難をすることが、土砂災害の回避に有効である

## 行政が公表している危険地帯
- 土砂災害警戒区域・特別警戒区域 - 土砂災害防止法に基づいて都道府県が調査・指定・公表している。土砂災害のおそれがある区域の住民の避難を促し、特に危険な区域は開発制限を行うもの[65]。2020年末時点で、指定済みが約64万箇所でうち約52万箇所（約81%）が特別警戒区域、今後指定される見込みの区域が約3万箇所[46]。
  - 土砂災害警戒区域 - 市町村の地域防災計画において、区域ごとに警報の伝達や避難の体制を定める[65]。
  - 土砂災害特別警戒区域 - 警戒区域の措置に加えて、建築規制や開発行為の制限を定める[65]。
  - 基礎調査後公表される、土砂災害警戒区域に相当する区域 - 警戒区域の指定には調査などで期間がかかる。その間の被害を防ぐため、基礎調査の後に都道府県は速やかにその区域を公表することが定められている[65]。
- 土砂災害危険箇所 -  旧建設省・国土交通省が定める調査要領に基づいて都道府県が調査し、公表している。土砂災害により人家や公共施設等に被害のおそれがある区域[65]。1966年から2000年代にかけて行われ、調査の進展と開発の進行により年々増加し、2003年3月時点で約53万箇所を数える[注 5][66][67][68]。
  - 急傾斜地崩壊危険箇所 - 傾斜30度以上、高さ5m以上の急傾斜地で、人家や公共施設に被害を及ぼすおそれのある急傾斜地およびその近接地[65]。
  - 土石流危険区域 - 渓流の勾配が3度以上（火山砂防地域では2度以上）あり、土石流が発生した場合に被害が予想される危険区域に、人家や公共施設がある区域[65]。
  - 地すべり危険区域 - 空中写真の判読や災害記録の調査、現地調査によって、地すべりの発生するおそれがあると判断された区域のうち、河川・道路・公共施設・人家等に被害を与えるおそれのある範囲[65]。
- 山地災害危険地区 - 林野庁（農林水産省の外局）が定める調査要領に基づき都道府県の森林担当部局が調査し、市町村に伝達している。山地災害（山腹崩壊、崩壊土砂流出、地すべり）により人家や公共施設等に被害のおそれがある地区[69]。森林（国有林または民有林）を対象としたもの。2012年時点で計約18万箇所[68][70]。
  - 斜面崩壊や落石のおそれがある山腹崩壊危険地区、土石流のおそれがある崩壊土砂流出危険地区、地すべりのおそれがある地すべり危険地区の3種類[69]。
- 砂防三法による指定区域 - 排水工や擁壁工、砂防ダム設置などの対策工事（砂防事業）を行うことを前提に、土砂災害のおそれがあり工事の必要性が高い地域を指定するもの。土砂災害危険箇所に比べると件数が少ない。
  - 砂防指定地 - 砂防法に基づいて国土交通大臣が指定している。掘削や盛土、竹木の伐採や土石の採取などの開発が制限される。
  - 地すべり防止区域 - 地すべり等防止法に基づいて国土交通大臣が指定している。掘削や盛土、土石の採取などの開発が制限される。
  - 急傾斜地崩壊危険区域 - 急傾斜地法に基づいて都道府県が指定している。掘削や盛土、土石の採取などの開発が制限される。

## 土砂災害が起きやすくなっていることを知らせる情報
大雨警報や土砂災害警戒情報などは気象庁が災害の危険度が高まっていることを知らせ、避難指示などは市町村が危険な地域の住民に避難を強く促すものである。土砂災害は、発生してから逃げるのは困難で、木造住宅を流失・全壊させるほどの破壊力を有し、人的被害が出やすい。その反面、危険な区域は事前に調べれば絞り込むことができ、危険な区域から少しでも離れれば人的被害を軽減できるため、各種情報を手がかりにして早めの避難を行うことは有効である。
しかし、こうした情報は市町村などの広い範囲に画一的に出されるため、住民が個々の場所の危険度の大小を認識しないまま、「警報や避難指示が出されていないこと」を「安全」と捉える場合がある。例えば、山間の1つの集落内においても、段丘面の上にある建物は下にある建物より土石流の危険度が低い、他方では段丘面上にあっても近くに山の斜面が迫っていれば斜面崩壊の危険度が高い。そのため、「警報や避難指示が出されていないこと」を安全と捉えることは好ましくなく、個々の場所の危険度の大小に応じて避難の是非を判断するべきとされる。
なお、土砂災害の前兆があった場合は警報などが出されていなくても避難し市町村などに連絡するべきとされる。
ただし、地震による崩壊は、突発的である上、場所を特定できず大規模になりやすい。そのため、避難の余地がほとんどなく、有効な対処としては危険な土地の利用をあらかじめ避けるしかない。
大雨警報などは、土砂災害の危険度を段階的に示すものである。市町村単位。累積雨量や予想雨量などにより求められ、気象庁が発表する。
- 大雨注意報（土砂災害） -  レベル2 -  大雨によって災害が起こるおそれがある[72][73]。
- 大雨警報（土砂災害） -  レベル3相当 - 大雨によって重大な災害が起こるおそれがある。市町村が避難準備情報の発令を判断する要素の1つ[72][73]。
- 土砂災害警戒情報 -  レベル4相当 - 大雨警報発表後、土砂災害の危険度がさらに高くなっている。市町村が避難勧告の発令を判断する要素の1つ[72][74]。
- 記録的短時間大雨情報 - 数年に一度しかないような大雨が降った。急激に雨量が増し、災害の危険度が高まっている[72][75]。
- 顕著な大雨に関する情報 - 線状降水帯が発生し、大雨による災害の危険度が急激に高まっている[76]。
- 大雨特別警報（土砂災害） -  レベル5相当 - 大雨によって重大な災害が起こるおそれが著しく大きい[72][73]。
- 土砂災害の危険度分布「土砂キキクル」[注 6] -  注意、 警戒、 非常に危険、 極めて危険 - 地図上に1km四方単位、10分ごと更新で土砂災害の危険度を示す。気象庁が公開し、防災機関向け情報システムに提供されるほか、気象庁のホームページ上で閲覧できる。地域差を反映した細かい危険度を示す。また2時間後までの予想雨量を根拠にするため予報的要素も含むが、急激に発達する局地的大雨は予想できない場合がある[72][74][78]。
- 土砂災害緊急情報 - 速度が比較的遅い地すべり、火山噴火後の降灰が引き起こす火山泥流、天然ダム決壊などによる災害の危険度が高まったことを知らせる情報。都道府県が発表する[79]。

市町村が発令する避難指示などは、対象区域の住民に対して避難を強く促すもので、警報や雨量などを参考に市町村長が発令する。この意味するところは、「立ち退き避難」 = 避難場所への避難（指定緊急避難場所への移動）あるいは安全な親戚・友人の家などへの避難を基本とし、それがかえって危険な場合や緊急の場合は、「緊急的な待避」 = 近隣の高い建物、強度の強い建物、公園などへの移動や、「屋内での安全確保措置」 = 建物内のより安全な場所に留まることである。内閣府の『避難情報に関するガイドライン』（2021年）によると、水害等において、要配慮者を除く住民は、高齢者等避難の段階でまず避難の準備をして情報に注意を向け、避難指示を受けて避難を始めるよう推奨されている一方、土砂災害においては、対象区域のすべての住民が「高齢者等避難の段階で避難を始める」ことが推奨されている。これは、突発的で予測困難な土砂災害の性質を考慮したもので、2019年の令和元年東日本台風の教訓から改められたものである。
- 高齢者等避難 - 対象地域の災害時要配慮者（高齢者、障害者、乳幼児など[注 7][81]）は避難を始める。その他の住民は、準備が整い次第、避難を始める[82]。
- 避難指示 - 対象地域のすべての住民は避難を始める。避難に急を要する。
- 緊急安全確保 - 既に災害が発生し、安全な避難が困難となり、人命に危険が及ぶ可能性のある状態。

土砂災害の避難において留意すべき点は以下の通り。
- 避難指示などが出ていなくても、身の危険を感じたら、避難指示を待たず、自発的に避難すべきこと[83]。
- 土砂災害の前兆現象を発見したら、率先して自発的に避難し、すぐ市町村にも連絡すべきこと（前兆の報告は避難勧告などの発令基準の1つであり、他の住民の安全にも資する）[83]。
- 特に木造家屋は土砂災害により倒壊したり埋没したりする危険性が高く、その住民は高齢者等避難開始の段階で早めに避難場所へ移動しておくことが勧められる[84]。
- 屋外行動の危険性が高い、夜間や、暴風・豪雨の最中であっても避難指示等は出される。この場合、離れた避難場所への移動の危険性や周囲の状況を見極める必要があり、近隣の待避場所への移動や屋内での安全確保などを考慮すべきこと。さらに、このような事態が予想される場合、明るいうちに・風雨が弱いうちに、避難場所へ避難しておくことが望ましい[85]。
- 避難しようとした時点で既に水害や土砂災害がまわりで発生しているなど、避難場所までの移動がかえって危険な場合、土石流の予想到達区域や急傾斜地からできるだけ離れたところ、できるだけ高いところ、あるいは頑丈な建物の上層階といった緊急的な待避場所への移動も考慮すべきこと。例として、近隣にあるコンクリート造のビル上層階、山から離れた小高い場所など[85]。
- 小規模ながけ崩れが予想される地区では、避難場所までの移動がかえって危険な場合、自宅の2階以上に移動するといった、緊急的な屋内での安全確保も考慮すべきこと。ただし、通常の木造家屋は土石流によって全壊する恐れがあり、土石流が予想される地区では自宅外の緊急的な待避場所への移動が望ましい。自宅の2階などへの避難はやむを得ない場合の選択肢であり、そうならないように早い段階から避難場所へと避難しておくことが望ましい[85]。

警報や避難情報は、災害の「見逃し」がないように出される。そのため、発表されたにもかかわらず災害が発生しない、いわゆる「空振り」はつきものとなる。住民側の意識として、空振りだったけれど「被害がなくて良かった」・避難したけれど「何もなくて幸運だった」と考え、警報や避難情報を軽視しないよう心掛けることが、自らの被害回避や、行政側が避難指示発令に躊躇してしまう事態の抑止につながると考えられる。

## 事例

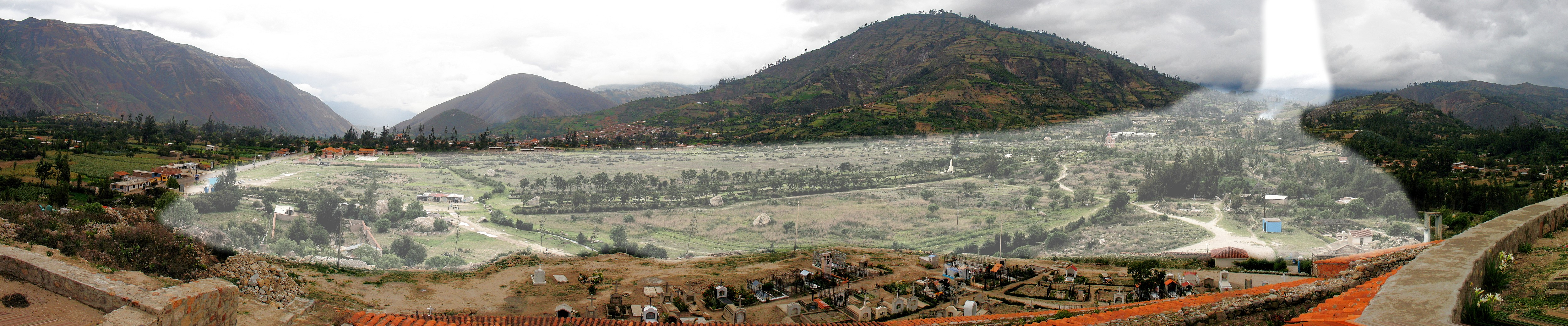
ユンガイの埋没した旧市街（白囲い部分、2008年撮影）

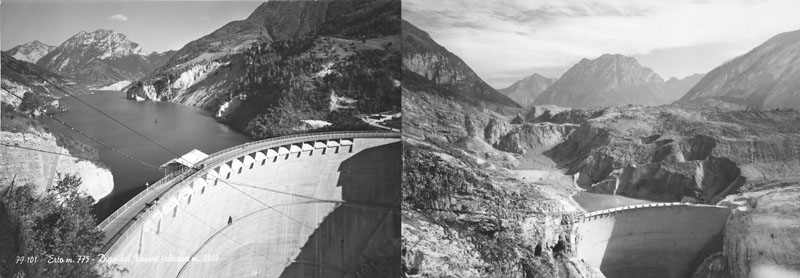
地すべり前と後のバイオントダム

Category:各国の土砂災害も参照
アンカシュ地震による山崩れ（1970年）【地震・山体崩壊・岩屑なだれ・市街地埋没】
ペルー北部でM7.7の大地震が発生、6,000m級のワスカラン山で山頂付近の急崖が大規模に崩落。岩塊は崖の下にあったモレーン を削ぎ取って巨大化し、岩屑なだれや土石流となって流れ下った。岩屑なだれは高さ230mの尾根を乗り越え、10km程離れたふもとの都市ユンガイを襲った。同市は人口25,000人のうち18,000人が犠牲となる壊滅的被害となった。崩壊の規模は0.5-1.0×108m3、速さは推定時速280kmという超高速だった。
島原大変肥後迷惑（1792年）【山体崩壊・岩屑なだれ・津波】
島原半島にある雲仙岳の1峰・眉山が崩壊、岩屑なだれとなって流れ下った。ふもとの集落や田畑を押し流し埋没させた後、なお勢いのある土砂は有明海に流れ込んで津波を引き起こし、沿岸を襲った。津波の高さは対岸の熊本県沿岸で最大23mに達した。死者は島原半島で10,000人、熊本と天草で5,000人に達した。崩壊規模は推定2.2×108m3。
ネバド・デル・ルイス山噴火による泥流（1985年）【噴火・氷河融解・火山泥流】
コロンビアのネバド・デル・ルイス山が噴火、山頂の氷河が融解して発生した火山泥流が下流を襲った。火口から45kmにあった都市アルメロでは人口30,000人のうち21,000人が死亡、その他の地域でも2,000人が死亡した。泥流は火口から最大80kmまで到達した。
長野県西部地震による山崩れ（1984年）【地震・斜面崩壊・山間部】
長野県西部で発生したM6.8の地震により、震源に近い御嶽山の南側山腹で大きな斜面崩壊が起きた。崩壊の大きさは長さ1,300m×幅400m×深さ140m・体積3.4×107m3、速さは平均で時速70-80kmと推定。川沿いの谷を約12km流れ下り、付近にいた15人が巻き込まれて死亡した。
繁藤災害（1972年）【集中豪雨・斜面崩壊・二次災害・山間部】
1972年（昭和47年）7月5日早朝、豪雨により高知県土佐山田町（現 香美市）繁藤の谷沿いの集落で山崩れが発生。この復旧作業中に2回目の崩壊が起き、消防団員1人が生き埋めとなった。他の団員や住民ら多数が団員の救出作業を行っていた所に、更に体積10万m3、幅130mという大規模な崩壊が襲い、集落や繁藤駅に停車していた列車を押し流した。救出に当たっていた者多数が犠牲になる二次災害となり、60人が死亡した。また、高知県と香川県を結ぶ幹線の国道32号と国鉄土讃線がともに埋没し、20日余りに亘って不通となり、道路は大幅な迂回を余儀なくされた。
針原土石流災害（1997年）【集中豪雨・斜面崩壊・土石流（崩壊型土石流）・山間部】
1997年6月9日、鹿児島県出水市針原地区の針原川上流で豪雨により山崩れが発生、川に突入した土砂は土石流となって川沿いを流れ下った。崩壊は風化の進んだ斜面の深層崩壊で、崩れ落ちた後流動化する崩壊型土石流であった。扇頂部（扇状地の山に近い部分）では家屋のほとんどが押し流され全壊、21人が死亡、13人が負傷した。扇央部や扇端部では、家屋やみかん畑が泥に埋もれたり浸水したりする被害、平野部の中下流域では、橋に流木や損壊家屋が引っかかり川から溢れた水が浸水被害をもたらした。発生時間は豪雨のピークを過ぎて数時間後でかつ多くの人が寝ている深夜1時前だったこと、この地域では土砂災害の経験がなく多くの人は洪水に注意を向けていたこと、川の水位低下が目撃されていたがそれが土石流の前兆だと知る者がいなかったことなどが、被害が大きくなった要因と分析されている。
タジク共和国の地震による斜面崩壊（1989年）【地震・液状化と斜面崩壊の複合災害・素掘り水路】
旧ソ連タジク共和国（現タジキスタン）でM5.5の中規模地震が発生。震源付近のギッソールという町で、高さ数十mで傾斜の緩い黄土の斜面が、流動化した泥土に変化しながら、あちこちで同時に崩壊した。この地域の表土は水を含むと脆くなりやすい黄土であり、町の周りに素掘りの用水路 が網羅されていたため、その水の作用で地盤の液状化が起きたと考えられる。最も犠牲者が多いシャララ地区では、住家100棟が埋まり220人が死亡した。また最も大きな崩壊は幅800m×3,600mに亘っていたが、その頂点から末端までの傾斜はわずか1度に過ぎない緩い斜面だった。
黄土地帯の地震による崩壊災害は、窰洞（ヤオトン）と呼ばれる洞穴式住居が多い中国の黄土高原を襲った1920年の海原地震(中国語)でも発生したと考えられている。
長崎大水害における土砂災害（1982年）【集中豪雨・斜面崩壊・土石流（崩壊型土石流）・都市部・急斜面の宅地化】
記録的な大雨により、長崎市周辺で斜面崩壊や土石流が多数発生した。崩壊の種類としては、表層崩壊や、風化した地盤のやや大きな規模の崩壊が多く見られたが、土砂災害の犠牲者299人の多くはやや大きな規模の崩壊によるものだった。山に囲まれ、谷底の限られた平地では土地が足りず、急斜面にも宅地が広がっているという、地形が要因となった。谷底や急斜面に都市が形成されている土地は、土砂災害に弱いことを露呈した。
昭和39年7月山陰北陸豪雨による島根県内の斜面崩壊（1964年）【集中豪雨・斜面崩壊・土石流（崩壊型土石流）】
大雨により、島根県加茂町・大東町（ともに現雲南市）で斜面崩壊や土石流が多数発生。崩壊の数は合計10,000箇所を超え、同時多発的な崩壊や、崩壊に端を発し川床の土砂を巻き込んで拡大した土石流により、109人が亡くなった。
地附山地すべり（1985年）【地すべり・高速化・災害弱者】
長野県長野市の地附山で、数年間続いていたゆっくりとした地すべりが突然加速した。山腹の亀裂などが発見されたため数年前から監視が続けられていたところ、数日前より亀裂の拡大が目立つようになり、7月26日夕方、突如として高速ですべり始め、押し出された土砂がふもとの建物を埋没させた。老人ホームにいた寝たきりの高齢者26人が死亡したほか、住家55棟が全壊した。
バイオントダム地すべり（1963年）【地すべり・山間部・津波・ダム建設による地下水位上昇】
イタリア北部のバイオントダムで地すべりが発生。1960年に竣工していたダム堤の岩盤は固かったが、貯水池左岸に地すべり地形と考えられる緩斜面が広がっていた。貯水を始めてしばらくすると、その緩斜面で地すべりの開始を示す亀裂やクリープが発見されたため、監視が続けられ、水を抜く排水トンネルも設けられた。中断されていた貯水は、試行錯誤の末、小刻みに昇降させつつ水位を上げていくと地すべりの速度が遅くなったことから、この方法を採用して再開された。ところが1963年秋、途中で再び地すべりの速度が速くなったため、水位を下げる対策を取ろうとしていた時、雨が降り続いて水位が更に上昇してしまう。10月9日深夜に高速の地すべりが発生、土砂は貯水池に突入して高い津波を発生させ、対岸（右岸）や上流の集落を襲った。更に、津波はダム堤を乗り越えて下流の集落も襲った。犠牲者は2,600人に上った。津波は湖面から240m高い地点にまで到達、土砂に押し出された水の体積は1.2×108m3と推定されている。
エルム地すべり（1881年）【岩盤地すべり・山間部・採掘】
スイスの山間部にあるエルム(ドイツ語)という村で地すべりが発生。急斜面の中腹でスレート屋根の材料である粘板岩が深さ50mほど採掘されていたが、これが大規模に滑り落ちて2km下の村を直撃、115人が亡くなった。崩壊規模は1×107m3。